# Фотография НЛО в Мак-Минвилле
Фотографии НЛО из Мак-Минвилла были сделаны на ферме возле Мак-Минвилла, штат Орегон, США, в 1950 году. Фотографии были перепечатаны в журнале Life и в газетах по всей территории США и часто считаются одними из самых известных снимков НЛО.
Хотя эти снимки стали известны как «Фотографии НЛО из Мак-Минвилла», на самом деле ферма Пола и Эвелин Трент находилась недалеко от Шеридана, штат Орегон, примерно в 21 км к юго-западу от Мак-Минвилла, ближайшего крупного города.
Скептики пришли к выводу, что эти фотографии — мистификация, но некоторые уфологи продолжают утверждать, что фотографии подлинные и показывают неопознанный объект в небе.

## Предполагаемое происхождение
Согласно рассказу астронома Уильяма К. Хартмана, 11 мая 1950 года в 19:30 Эвелин Трент возвращалась в свой фермерский дом после кормления кроликов на своей ферме. Не доходя до дома, она заявила, что видит медленно движущийся металлический объект в форме диска, направляющийся в ее сторону с северо-востока. Она крикнула своему мужу, который находился в доме; выйдя из дома, он заявил, что также видел объект. Через некоторое время он вернулся в дом и взял фотоаппарат; по его словам, он успел сделать две фотографии объекта, прежде чем тот скрылся в западном направлении. Отец Пола утверждал, что мельком видел объект, прежде чем он улетел.
Версия Хартмана об инциденте восходит к интервью, которое Тренты дали Лу Джиллетту, ведущему радиостанции KMCM (позже KLYC), и процитировано в газете The Oregonian 10 июня 1950 года. Тем не менее, Тренты представили несколько иную версию инцидента местной газете Мак-Минвилла, Telephone Register, двумя днями ранее, 8 июня 1950 года. В этой версии Эвелин Трент заявила: «Мы были во дворе. Мы оба увидели объект одновременно. Камера! Пол подумал, что она в машине, а я была уверена, что в доме. Я оказалась права — и „Кодак“ был заряжен пленкой…»

## Первые публикации
Плёнка в фотоаппарате Пола Трента была израсходована не полностью, поэтому он не стал сразу её проявлять. Это сделали лишь позже, когда оставшиеся кадры использовали для семейных снимков ко Дню матери.
В интервью 1997 года супруги Трент рассказали, что сначала приняли сфотографированный объект за секретный военный самолёт и опасались, что «эти фотографии могут навлечь на них неприятности». Когда Пол поделился своими наблюдениями и снимками с банкиром Фрэнком Вортманном, тот заинтересовался настолько, что выставил фотографии в витрине своего банка в Мак-Минвилле.
Вскоре после этого местный репортёр Билл Пауэлл уговорил Трентов одолжить ему негативы. Он изучил их и не обнаружил никаких признаков подделки или фальсификации. 8 июня 1950 года Пауэлл опубликовал свой материал об инциденте на первой полосе газеты McMinnville Telephone-Register — вместе с двумя фотографиями. Заголовок гласил: «Наконец-то — подлинные фотографии летающей тарелки[?]».
Впоследствии историю и снимки подхватила Международная служба новостей (INS), распространив их по другим изданиям по всей стране, что обеспечило широкую огласку. Журнал Life опубликовал обрезанные версии снимков 26 июня 1950 года, сопроводив их фотографией Трента с его камерой. Трентам пообещали вернуть негативы, однако этого не произошло — журнал Life заявил, что «неправильно разместил» плёнку.

## Расследование Комитета Кондона
В 1967 году негативы были обнаружены в архивах United Press International (UPI), новостного агентства, ранее объединившегося с INS. Эти негативы были переданы доктору Уильяму К. Хартманну — астроному, работавшему в качестве исследователя в Комитете Кондона, государственном проекте по изучению НЛО, руководимом Эдвардом Кондоном и базирующемся в Университете Колорадо в Боулдере.
Тренты не были сразу уведомлены о том, что их «потерянные» негативы были найдены. В ходе интервью Хартманн был впечатлён их искренностью: супруги Трент никогда не получали денег за свои фотографии и, по его словам, не пытались извлечь из них выгоду.
В своём отчёте для Комитета Кондона Хартманн писал: «Это один из немногих случаев сообщений о НЛО, в котором все проанализированные факторы — геометрические, психологические и физические — по-видимому, согласуются с утверждением, что необычный летающий объект — серебристый, металлический, дискообразный, размером в десятки метров и явно искусственного происхождения — находился в пределах видимости двух свидетелей»
Одним из аргументов в пользу подлинности снимков стал фотометрический анализ: нижняя часть объекта на снимках оказалась ярче, чем нижняя часть расположенного рядом масляного резервуара. Это могло быть результатом атмосферного рассеивания и ослабления света — тех же эффектов, из-за которых дальние горы кажутся блеклыми и синими. Такой эффект указывал на то, что объект находился дальше от камеры, чем резервуар, и не был небольшим предметом, расположенным вблизи.
Однако Хартманн также не исключал возможность инсценировки. Он отмечал, что объект на фотографиях расположен под двумя проводами и задавался вопросом, не мог ли он быть моделью, подвешенной к одному из них. Эту версию усиливало наблюдение, что объект находился примерно в одном и том же положении на обеих фотографиях, несмотря на изменение точки съёмки. В заключение он писал: «Эти тесты не исключают вероятность того, что объект представлял собой небольшую модель, подвешенную к проводу с помощью невидимой нити»
Хартманн также зафиксировал противоречие, которое впоследствии стало основным аргументом скептиков: общее освещение снимков соответствовало времени заката, однако некоторые объекты — НЛО, телеграфный столб, гараж слева и особенно фронтоны удалённых домов — были освещены с восточной стороны. Он отмечал: «Это может указывать на несоответствие: фотографии могли быть сделаны не на закате, а в пасмурное, но солнечное утро, скажем, около 10 часов»
После завершения анализа Хартманн вернул негативы в UPI. Только после этого агентство сообщило Трентам о нахождении плёнки. В 1970 году супруги обратились к Филиппу Бладину, редактору News-Register (приемника Telephone-Register), с просьбой вернуть негативы, указав, что они никогда не получали за них оплату. Бладин запросил плёнку у UPI, и она была возвращена. Однако по неизвестной причине Бладин так и не проинформировал Трентов о её получении

## Анализ Маккаби
В 1975 году негативы были найдены в архивах газеты News-Register оптическим физиком ВМС США и уфологом Брюсом Маккаби. Завершив собственное исследование фотографий, он обеспечил их возврат супругам Трент.
Маккаби проанализировал снимки и пришёл к выводу, что они не являются подделкой, а запечатлели «реальный, физический» объект в небе над фермой Трентов. Основу его анализа составили денситометрические измерения (оценка плотности изображения), аналогичные фотометрическому анализу, ранее проведённому Уильямом Хартманном. По мнению Маккаби, яркость нижней части объекта указывает на то, что он находился на некотором расстоянии от камеры, а не был небольшим предметом, расположенным вблизи.
Маккаби также проанализировал расположение объектов на снимках, а также схему, составленную Хартманном во время его визита на место в июне 1967 года. На основании этого он утверждал, что линии визирования с обеих фотографий пересекаются на некотором расстоянии за линиями электропередачи, видимыми на изображениях, что, по его мнению, дополнительно подтверждает: объект не был малой моделью, подвешенной к проводам. В ходе анализа Маккаби не обнаружил никаких признаков нити или шнура, с помощью которых объект мог бы быть закреплён.
В ответ на доводы скептиков о том, что тени на фотографиях указывают на утреннее время съёмки (вопреки утверждению Трентов, что фото были сделаны вечером), Маккаби выдвинул гипотезу: тени могли быть вызваны вечерней облачностью, характерной для региона в день наблюдения.
Комментируя скептический фотограмметрический анализ, опубликованный группой IPACO, Маккаби заявил: «Что касается [их] фотограмметрического анализа, я показал, что линии визирования не пересекаются под проводами, и они этого не опровергли… Я по-прежнему стою на своей первоначальной работе»

## Версия о подделке
В 1980-х годах журналисты и известные скептики Филип Класс и Роберт Шеффер пришли к выводу, что фотографии были подделкой, а всё происшествие — мистификацией.
Основной их аргумент заключался в том, что тени от гаража на левой стороне фотографий доказывают: снимки были сделаны утром, а не ранним вечером, как утверждали Тренты. Класс и Шеффер считали, что если Тренты солгали о времени съёмки, то вся их история вызывает сомнение. Они также отметили, что Тренты проявляли интерес к НЛО ещё до описываемого наблюдения.
Кроме того, их анализ фотографий показал, что запечатлённый объект был небольшим и, вероятно, являлся моделью, подвешенной к электропроводам, видимым в верхней части снимков. Они предположили, что объект мог быть отсоединённым боковым зеркалом от автомобиля. Форма объекта очень похожа на круглые зеркала, которые в течение десятилетий устанавливались на автомобилях Ford, а также на аналогичные модели других машин того времени.
Кроме того, Класс обнаружил несколько противоречий в рассказе Трентов о наблюдении и отметил, что их версия происшествия менялась со временем. Он пришел к выводу, что Тренты сфальсифицировали событие.
Когда Шиффер отправил свои исследования и выводы Уильяму Хартманну, тот отменил положительную оценку случая, которую он ранее направил в Комитет Кондона.

## Последствия
Фотографии НЛО, сделанные в Мак-Минвилле, остаются одними из самых известных в истории уфологии. Скептики продолжают считать эти два снимка мистификациями и/или подделками. Уфологи настаивают на том, что фотографии Трентов являются достоверным доказательством существования НЛО как реального физического явления. С 1950 года Тренты неизменно описывались в СМИ как скромные, простые фермеры, которые никогда не пытались извлечь выгоду из этих фотографий или полученной известности. Эвелин Трент умерла в 1997 году, а Пол Трент — в 1998 году; оба до конца жизни утверждали, что их наблюдение и фотографии были подлинными. Интерес к фотографиям НЛО Трентов привел к созданию ежегодного «Фестиваля НЛО» в Мак-Минвилле; это крупнейшее подобное событие на Северо-Западе США и второе по величине НЛО-фестиваль в стране после того, что проводится в Розуэлле, Нью-Мексико.